# Google Store
Google Store là bộ phận bán lẻ phần cứng trực tuyến được Google điều hành, chuyên bán các thiết bị Google Nexus và Google Pixel, Chromecast, Wear OS của Google smartwatch, các sản phẩm của Nest Labs, Chromebook và phụ kiện, bao gồm bàn phím, sạc pin và vỏ điện thoại). Google Store bán các sản phẩm do Google sản xuất hoặc được sản xuất bởi sự hợp tác với công ty đó. Nó được giới thiệu vào ngày 11 tháng 3 năm 2015 và thay thế phần Thiết bị của Google Play là nhà bán lẻ phần cứng của Google. Nó được Ana Corrales, người cũng là COO của bộ phận Phần cứng tiêu dùng của Google, giám sát.
Google cũng đã thử nghiệm với các vị trí thực tế. Vào tháng 10 năm 2016, nó đã mở một cửa hàng pop-up ở thành phố New York để hiển thị các sản phẩm phần cứng được công bố gần đây vào tháng sau, nó đã mở "Google Store",  cửa hàng trong một cửa hàng tại một số cửa hàng Best Buy tại Canada.